# ASCII (kraakpand)

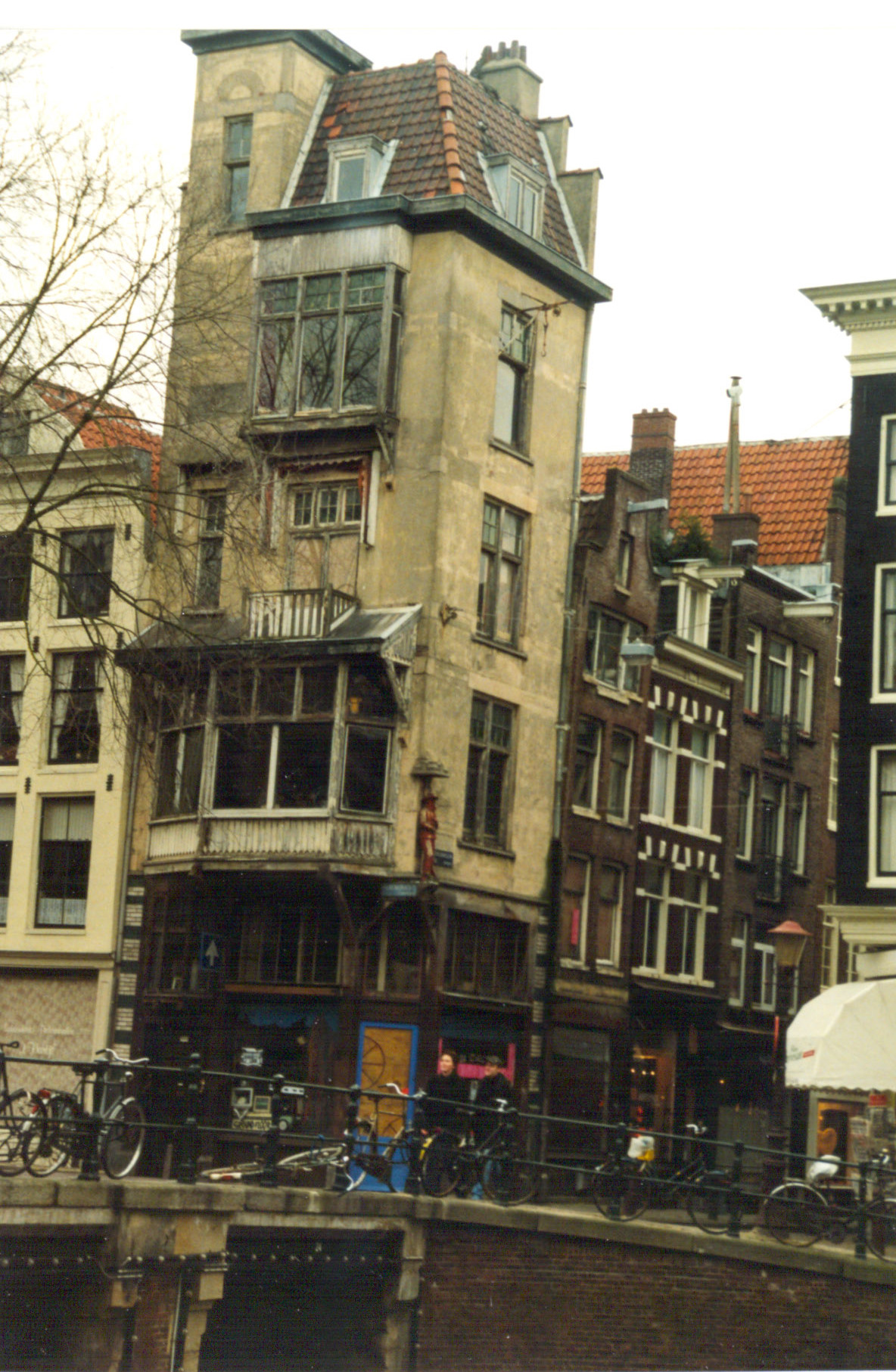
Het ASCII, aan de Herengracht, eind jaren 90

De Amsterdam Subversive Center for Information Interchange (ASCII) (1999-2006) was een aan de kraakbeweging verbonden hacklab en vrije internetwerkplaats in Amsterdam. 
De ASCII was voor iedereen toegankelijk en verzorgde, op basis van vrije software en opensourcesoftware en grotendeels gerecyclede computers, gratis internettoegang in een tijd dat breedbandinternet voor particulieren nog in de beginfase was. Tevens produceerde de ASCII een wekelijks live radioprogramma met diverse gasten en interviews voor de toen nog bestaande piratenzender Radio 100. Het programma werd vanuit de hacklab naar de radiostudio "gestreamed" via de online tak van Radio 100 DFM. Verder ondersteunde ASCII diverse actiegroepen met een mobiel mediacentrum voor online verslaggeving gedurende hun acties.
De ASCII werd in 1999 geopend aan de destijds gekraakte Herengracht 243a. Het project werd voortgezet in de kelder van de linkse boekenhandel Fort van Sjakoo aan de Jodenbreestraat 24. Dit was de enige gehuurde locatie in de geschiedenis van de ASCII. Na een extreme huurverhoging keerde ASCII terug naar gekraakte onderkomens en kwam op de volgende locaties terecht: Kinkerstraat 328-330, Tweede Kostverlorenkade 105-108 (hoek Bellamystraat), Kinkerstraat 92-94, Wibautstraat 7 en als laatste op Javastraat 38.

## Invloed
De ASCII vormde de inspiratie voor verschillende andere vrije internetwerkplaatsen, waaronder het zusterproject PUSCII in de destijds gekraakte Ubica-panden in Utrecht en de Squatter's Linux User Group (SLUG).
In 2001 begonnen de The GenderChangers Academy (GCA) workshops te geven in ASCII, dit groeide naar wat nu het "Eclectic Tech Carnival" (/ETC) is.
Toen in 2005 ASCII zich in Amsterdam Oost bevond, begonnen diverse leden met het opzetten van "Draadloos Oost", wat later het "Amsterdam Network Collective" werd, een wireless mesh netwerk dat individuen en collectieven met elkaar maar ook het internet verbond.. Dit netwerk reikte op zijn hoogtepunt van het Westelijk Havengebied tot Amsterdam Oost en Amsterdam Noord.
In 2006 werd versie 2.0 van het op Linux gebaseerde besturingsysteem dyne:bolic uitgebracht mede door leden van het ASCII collectief.